# Lijst van nummer 1-hits in Italië in 1984
Deze hits stonden in 1984 op nummer 1 in de Hit Parade Italia, de bekendste hitlijst in Italië.
| Datum        | Artiest                       | Titel                           |
| ------------ | ----------------------------- | ------------------------------- |
| 7 januari    | Francesco De Gregori          | La donna cannone                |
| 14 januari   | Francesco De Gregori          | La donna cannone                |
| 21 januari   | Francesco De Gregori          | La donna cannone                |
| 28 januari   | Francesco De Gregori          | La donna cannone                |
| 4 februari   | Francesco De Gregori          | La donna cannone                |
| 11 februari  | Francesco De Gregori          | La donna cannone                |
| 18 februari  | Francesco De Gregori          | La donna cannone                |
| 25 februari  | Francesco De Gregori          | La donna cannone                |
| 3 maart      | Francesco De Gregori          | La donna cannone                |
| 10 maart     | Francesco De Gregori          | La donna cannone                |
| 17 maart     | Albano Carrisi & Romina Power | Ci sarà                         |
| 24 maart     | Albano Carrisi & Romina Power | Ci sarà                         |
| 31 maart     | Albano Carrisi & Romina Power | Ci sarà                         |
| 7 april      | Paul Young                    | Love of the common people       |
| 14 april     | Paul Young                    | Love of the common people       |
| 21 april     | Paul Young                    | Love of the common people       |
| 28 april     | Paul Young                    | Love of the common people       |
| 5 mei        | Paul Young                    | Love of the common people       |
| 12 mei       | Paul Young                    | Love of the common people       |
| 19 mei       | Paul Young                    | Love of the common people       |
| 26 mei       | Paul Young                    | Love of the common people       |
| 2 juni       | Paul Young                    | Love of the common people       |
| 9 juni       | Van Halen                     | Jump                            |
| 16 juni      | Alice & Franco Battiato       | I treni di Tozeur               |
| 23 juni      | Raf                           | Self control                    |
| 30 juni      | Raf                           | Self control                    |
| 7 juli       | Raf                           | Self control                    |
| 14 juli      | Raf                           | Self control                    |
| 21 juli      | Raf                           | Self control                    |
| 28 juli      | Raf                           | Self control                    |
| 4 augustus   | Raf                           | Self control                    |
| 11 augustus  | Raf                           | Self control                    |
| 18 augustus  | Gianna Nannini                | Fotoromanza                     |
| 25 augustus  | Gianna Nannini                | Fotoromanza                     |
| 1 september  | Gianna Nannini                | Fotoromanza                     |
| 8 september  | Gianna Nannini                | Fotoromanza                     |
| 15 september | Amii Stewart                  | Friends                         |
| 22 september | Amii Stewart                  | Friends                         |
| 29 september | Amii Stewart                  | Friends                         |
| 6 oktober    | Amii Stewart                  | Friends                         |
| 13 oktober   | Novecento                     | Movin' on                       |
| 20 oktober   | Sandy Marton                  | People from Ibiza               |
| 27 oktober   | Alphaville                    | Sounds like a melody            |
| 3 november   | Alphaville                    | Sounds Like a Melody            |
| 10 november  | Stevie Wonder                 | I just called to say I love you |
| 17 november  | Stevie Wonder                 | I just called to say I love you |
| 24 november  | Stevie Wonder                 | I just called to say I love you |
| 1 december   | Stevie Wonder                 | I just called to say I love you |
| 8 december   | Stevie Wonder                 | I just called to say I love you |
| 15 december  | Stevie Wonder                 | I just called to say I love you |
| 22 december  | Stevie Wonder                 | I just called to say I love you |
| 29 december  | Stevie Wonder                 | I just called to say I love you |